# 雲に乗って
『雲に乗って』（くもにのって）は、三枝夕夏 IN dbの18枚目のシングル。

## 内容
- 前作に引き続き作詞作曲を行ったのは三枝夕夏。本人初のポエトリー・リーディング（メロディにのって詩を朗読するスタイル）、いわゆるラップに近いものに挑戦している。曲の構成はリンキン・パークなどをイメージしたと言う。タイアップ先のアニメ『名探偵コナン』でオンエアされたバージョンと、フルコーラスバージョンではアレンジがかなり異なるため、3曲目に「雲に乗って(TV version)」としてオンエアされたバージョンも収録されている。
- 初の海外マスタリングで、ロサンゼルスにある「バーニー・グランドマン・マスタリング」と言うスタジオで行われた。
- 前作「太陽」に続いて、初回盤と通常盤はジャケットが異なる。また、初回盤には2ndアルバム『U-ka saegusa IN db II』に収録されている「Hand to Hand」に、ライブを意識したコーラス等を追加したニューバージョンが収録されている。
- この年6月に発売されることになった初のベストアルバム『三枝夕夏 IN d-best 〜Smile&Tears〜』の収録曲の投票用紙が封入された。
- オリコンデイリーランキングでは、初登場8位にランクインした。

## 収録曲
1. 雲に乗って
  - 作詞・作曲：三枝夕夏 / 編曲：葉山たけし
2. 流星のノスタルジア
  - 作詞・作曲：三枝夕夏 / 編曲：麻井寛史
3. 雲に乗って (TV version)
  - 作詞・作曲：三枝夕夏 / 編曲：小澤正澄
4. Hand to Hand -new ver.-
  - 作詞：尾崎春美・三枝夕夏 / 作曲：大野愛果 / 編曲：小澤正澄

初回盤のみの収録
5. 雲に乗って 〜Instrumental〜

## タイアップ
雲に乗って
- 日本テレビ･読売テレビ系アニメ『名探偵コナン』オープニングテーマ。

## 収録アルバム
雲に乗って
- 三枝夕夏 IN d-best 〜Smile&Tears〜
- U-ka saegusa IN db Final Best
- THE BEST OF DETECTIVE CONAN 3 〜名探偵コナン テーマ曲集3〜

| テレビアニメ『名探偵コナン』オープニングテーマ 2006年11月20日 - 2007年6月4日 |                               |                                        |
| 前作: 愛内里菜&三枝夕夏 『100もの扉』                                        | 三枝夕夏 IN db 『雲に乗って』 | 次作: GARNET CROW 『涙のイエスタデー』 |